# Battaglia di Mindanao
La battaglia di Mindanao venne combattuta tra il 10 marzo e il 15 agosto 1945 nell'ambito della campagna delle Filippine della seconda guerra mondiale, e vide le forze degli Stati Uniti d'America impegnate nella riconquista dell'isola di Mindanao occupata dalle truppe giapponesi.

## Forze in campo
I giapponesi erano in numero di 43000 e gli americani circa 90000 La battaglia per la conquista di Mindanao iniziò il 10 marzo 1945, quando il X corpo comandato dal generale Sibert, sbarcò nella baia di Illana.

## La battaglia
Le forze di Sibert, spingendosi rapidamente nell'interno, avanzarono di 184 chilometri in 15 giorni e piombarono su Davao, privando i giapponesi della loro ultima città importante nelle Filippine. Davao capitolò il 3 maggio, ma doveva trascorrere ancora più un mese di duri combattimenti sulle colline dell'interno. Successivi sbarchi sulla costa settentrionale di Mindanao, nella baia di Macalajar e nella baia di Butan, spinsero le colonne americane ancora più all'interno, per spezzare la resistenza giapponese, che tuttavia non fu sgominata e costretta a riparare nella giungla fino all'ultima settimana di giugno.
Nell'estremo sud dell'isola rimanevano circa 2000 giapponesi, che erano rimasti isolati lì da quando Sibert era piombato su Davao tra marzo e  aprile. Questi profughi furono l'obbiettivo dell'ultimo sbarco di truppe trasportate per mare, nella lotta per le Filippine che era cominciata nel golfo di Leyte, nell'ottobre del 1944. Il 12 luglio un battaglione della 24th Infantry Division scese a terra, per unirsi ai guerriglieri filippini locali e circondare i giapponesi. Gli americani sbarcarono nella baia di Sarangani, l'insenatura più a sud della costa di Mindanao. I giapponesi non si fecero prendere, continuando a combattere e facendo capire agli americani che non erano solo al sud dell'isola. Solo il 15 agosto smisero la lotta perché seppero della resa del Giappone (in ogni modo non si consegnarono prigionieri). Il 15 agosto, rimanevano, secondo quanto detto, 18000 giapponesi.
Un tempo il generale Douglas MacArthur aveva pianificato di sferrare proprio da questo punto l'offensiva per la riconquista delle Filippine. Invece, Mindanao rappresentò la scena dell'ultima azione di tutta la campagna militare. Secondo fonti USA gli statunitensi ebbero 820 morti e 2880 feriti ed i giapponesi 10000 morti in combattimento, 8000 morti per malattie e 7000 feriti.